# الکس نلسون وانگ
الکس نلسون وانگ (انگلیسی: Alex Nelson Wong؛ زادهٔ ۱۹۸۰ (۴۴–۴۵ سال)) وکیل و سیاستمدار اهل ایالات متحده آمریکا است که از ژانویه تا مه ۲۰۲۵ به عنوان قائم‌مقام مشاور امنیت ملی در دولت دوم ترامپ خدمت کرد. او از سال ۲۰۱۷ تا ۲۰۲۱ معاون نماینده ویژه کره شمالی در دفتر امور آسیای شرقی و اقیانوس آرام بود.

## تحصیلات
والدین وانگ از گوانگدونگ چین به ایالات متحده مهاجرت کردند. وانگ با مدرک لیسانس از دانشگاه پنسیلوانیا در رشته‌های ادبیات انگلیسی و فرانسه فارغ‌التحصیل شد. او مدرک دکترای حقوق خود را از دانشکده حقوق هاروارد دریافت کرد، جایی که او در آن، سردبیر مجله حقوق هاروارد و سردبیر مجله حقوق بین‌الملل هاروارد بود. وانگ، منشی جنیس راجرز براون از قضات دادگاه تجدیدنظر ایالات متحده برای حوزه قضایی ناحیه کلمبیا نیز بوده است.

## شغل
وانگ به صورت خصوصی با یک شرکت حقوقی بین‌المللی مستقر در واشینگتن، دی. سی. کار می‌کرد. او به مشتریان فرچون ۵۰۰ در زمینه مسائل تجارت بین‌الملل، تحقیقات دولتی و رعایت مقررات، مشاوره استراتژیک و حقوقی ارائه می‌داد.
از سال ۲۰۰۷ تا ۲۰۰۹، وانگ به عنوان مشاور قانون حاکمیت در عراق برای وزارت امور خارجه ایالات متحده آمریکا خدمت کرده و تلاش‌های این وزارتخانه برای تقویت قوه قضائیه و سازمان‌های مبارزه با فساد عراق را طراحی و مدیریت نمود. وانگ به عنوان مدیر سیاست خارجی و حقوقی ستاد انتخاباتی میت رامنی در انتخابات ریاست جمهوری ۲۰۱۲ نیز فعالیت داشته است. در آن نقش، او مسئول ارشد ستاد انتخاباتی در تدوین سیاست‌های خارجی، دفاعی، اطلاعاتی، قضایی و اجرایی قانون و ارائه مشاوره دقیق به نامزدها در این زمینه‌ها بوده است.
وانگ همچنین مشاور سیاست خارجی، مشاور حقوقی و مشاور عمومی سناتور آمریکایی تام کاتن نیز بوده است.
در طول دوره اول ریاست جمهوری ترامپ، وانگ بر امور منطقه‌ای و امنیتی دفتر امور آسیای شرقی و اقیانوسیه (EAP)، از جمله استراتژی هند و اقیانوسیه ایالات متحده، نظارت داشت. در ۱ دسامبر ۲۰۱۷، به عنوان معاون نماینده ویژه کره شمالی در EAP منصوب شد. او به عنوان معاون نماینده ویژه کره شمالی، دو سمت داشت. در این سمت‌ها، او تمام سیاست‌های دیپلماتیک و فنی در مورد کره شمالی را در حمایت از استیون بیگن (نماینده ویژه ایالات متحده در امور کره شمالی) مدیریت می‌کرد.
در ۲۲ نوامبر ۲۰۲۴، وانگ توسط دونالد ترامپ، رئیس جمهور ایالات متحده، به عنوان دستیار رئیس جمهور و معاون اصلی مشاور امنیت ملی انتخاب شد. در ۱۱ مارس ۲۰۲۵، وقتی مایکل والتز، جفری گلدبرگ را به یک گفتگوی گروهی در پیام‌رسان سیگنال در مورد حمله به حوثی‌ها در یمن دعوت کرد، نام وانگ به میان آمد.
در اول ماه مه ۲۰۲۵، اعلام شد که الکس وانگ و مایکل والتز پس از افشای چت گروهی خود در پیام‌رسان سیگنال، سمت‌های خود را ترک خواهند کرد.